# Samuel Day
Samuel Day (Londra, 29 dicembre 1878 – 21 febbraio 1950) è stato un calciatore inglese, di ruolo attaccante.

## Carriera
Con la Nazionale inglese ha giocato tre partite nel 1906, segnando due reti.